# Phasicnecus dehanicus
Phasicnecus dehanicus is een vlinder uit de familie van de Eupterotidae. De wetenschappelijke naam van de soort is voor het eerst geldig gepubliceerd in 1911 door Strand.